# 森ノ宮医療大学の人物一覧
森ノ宮医療大学の人物一覧（もりのみやいりょうだいがくのじんぶついちらん）は、森ノ宮医療大学に関係する人物の一覧記事。

## 著名な教職員
現職
- 荻原俊男 - 名誉学長、大阪大学名誉教授
- 青木元邦 - 学長
- 工藤慎太郎 - 総合リハビリテーション学部理学療法学科教授

元職
- 中谷彪 - 鍼灸学科元教授
- 日比野佐和子 - 鍼灸学科元准教授
- 坂出祥伸 - 理学療法学科名誉教授

## OB・OG

### スポーツ
- ロリト麻理菜 - プロボクサー